# Lumbrineris bipapillifera
Lumbrineris bipapillifera är en ringmaskart som beskrevs av Kirkegaard 1988. Lumbrineris bipapillifera ingår i släktet Lumbrineris och familjen Lumbrineridae. Inga underarter finns listade i Catalogue of Life.